# Funkrock
Funkrock is een muziekgenre waarin elementen van funk en rock worden samengesmolten. De eerste vormen van funkrock werden tussen het einde van de jaren 60 en halverwege de jaren 70 verpersoonlijkt door acts als The Jimi Hendrix Experience (laatste twee albums), Eric Burdon and War, Parliament-Funkadelic, Betty Davis en Mother's Finest.

## Kenmerken
Funkrock is een mengeling van funk en rock. Binnen het genre wordt gebruikgemaakt van een breed scala aan instrumenten, maar in het algemeen wordt de sound gekenmerkt door een duidelijk aanwezige bas- of drumbeat en elektrische gitaren. De bas- en drumritmes zijn geïnspireerd op die uit de funk, maar worden gespeeld met meer intensiteit. De gitaren kunnen zowel funk- als rock-georiënteerd zijn en maken meestal gebruik van distortion. 

## Bekende acts
- 24-7 Spyz
- Aerosmith
- Buckethead
- Extreme
- Faith No More
- Incubus
- Infectious Grooves
- Jane's Addiction
- Living Colour
- Maroon 5
- Mr. Bungle
- Primus
- Rage Against the Machine
- Red Hot Chili Peppers
- Skunk Anansie
- Ugly Kid Joe
- Wild Cherry